# Polyortha
Polyortha is een geslacht van vlinders van de familie bladrollers (Tortricidae), uit de onderfamilie Chlidanotinae.

## Soorten
- P. atroperla Razowski, 1980
- P. biezankoi Becker, 1970
- P. bryographa (Meyrick, 1909)
- P. bryometalla Meyrick, 1932
- P. callainocela Obraztsov
- P. clarkeana Razowski, 1984
- P. chiriquitana (Zeller, 1877)
- P. chlamydata Dognin, 1912
- P. euchlorana Walsingham, 1914
- P. evestigana Razowski, 1984
- P. fluminana Walsingham, 1914
- P. glaucotes Walsingham, 1914
- P. gradatulana (Zeller, 1866)
- P. halianassa Meyrick, 1932
- P. larocae Razowski, 1981
- P. lyncurion Razowski, 1980
- P. magnifica Walsingham, 1914
- P. marmarodes (Meyrick, 1913)
- P. myoxa Razowski, 1984
- P. naevifera Razowski, 1984
- P. nigriguttata Walsingham, 1914
- P. niveopunctata Dognin, 1905
- P. paranae Razowski, 1981
- P. radiata Razowski, 1981
- P. sagax Razowski, 1984
- P. suffalcata Walsingham, 1914
- P. symphyla Razowski, 1984
- P. tersa Walsingham, 1914
- P. trochilodes (Meyrick, 1912)